# ERIHIRO
ERIHIRO，日本演唱組合，由知名的女子團體「SPEED」成員今井繪理子和島袋寬子所組成。團名取自兩人的姓名。

## 概要
今井繪理子和島袋寬子於《UTAGE!》等音樂節目共演時，表示「想以兩人形式做出與其他30世代不同的音樂」，加上原母團SPEED實際上已進入停止活動的狀態，因此兩人決定以新團體之姿再度出發。專輯由BABYMETAL的製作人操刀，以J-POP和DJ音樂為主。

## 團員
- ERI：今井繪理子（いまい えりこ，1983年9月22日（41歲））
- HIRO：島袋寛子（しまぶくろ ひろこ，1984年4月7日（40歲））

## 音樂作品

### 單曲
|       | 名稱  | 發行日        | 規格        | Oricon榜最高名次 | 備註                          |
| ----- | ----- | ------------- | ----------- | ---------------- | ----------------------------- |
| 第1張 | Stars | 2015年8月26日 | CD、DVD、CD | 第27名           | TBS電視台《酒店禮賓部》片尾曲 |

## 外部連結
- 官方網站（页面存档备份，存于）
- ERIHIRO的X（前Twitter）
- ERIHIRO的Instagram帳戶
- 官方blog